# Cuisine polonaise

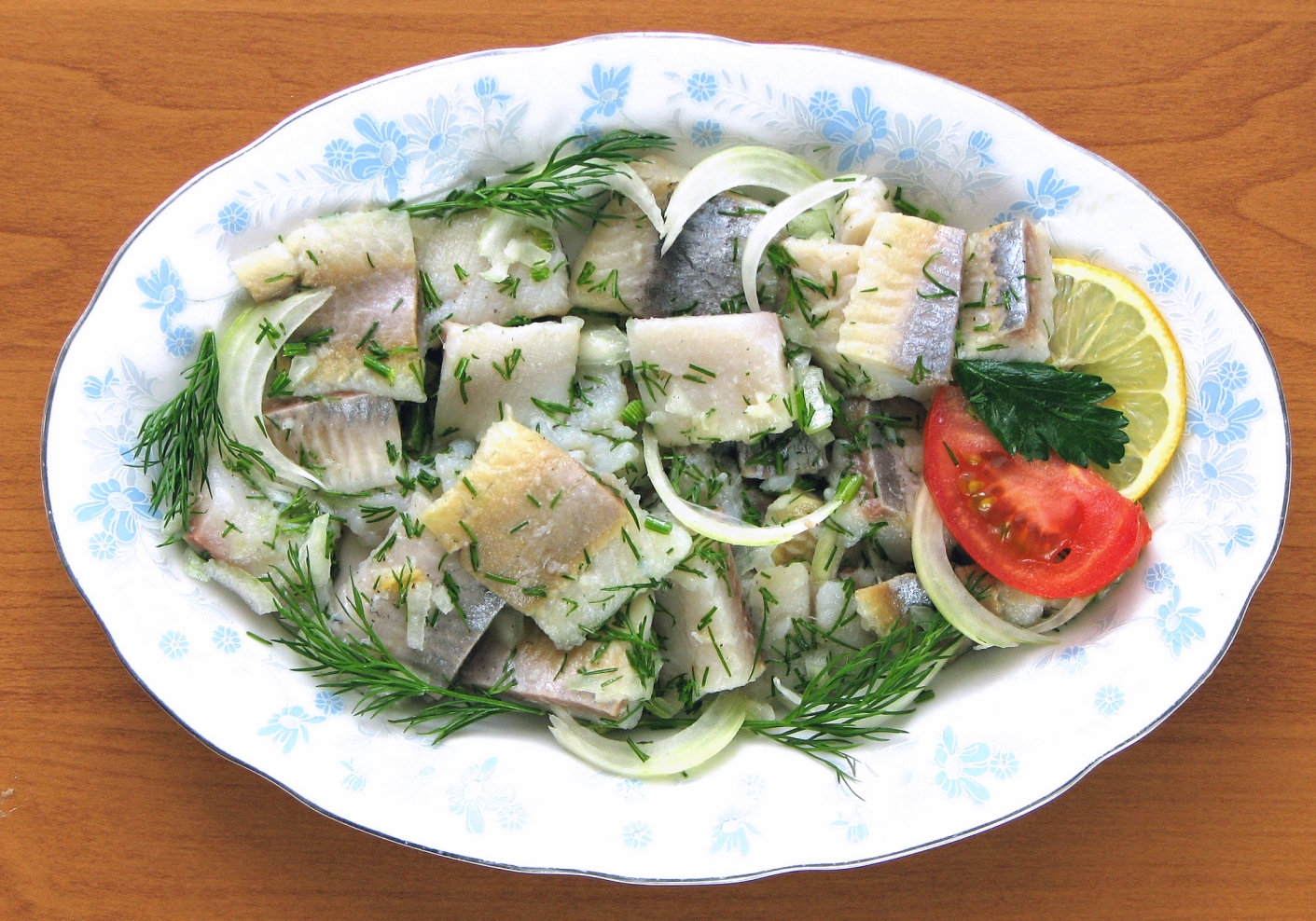
Poisson à l'aneth.

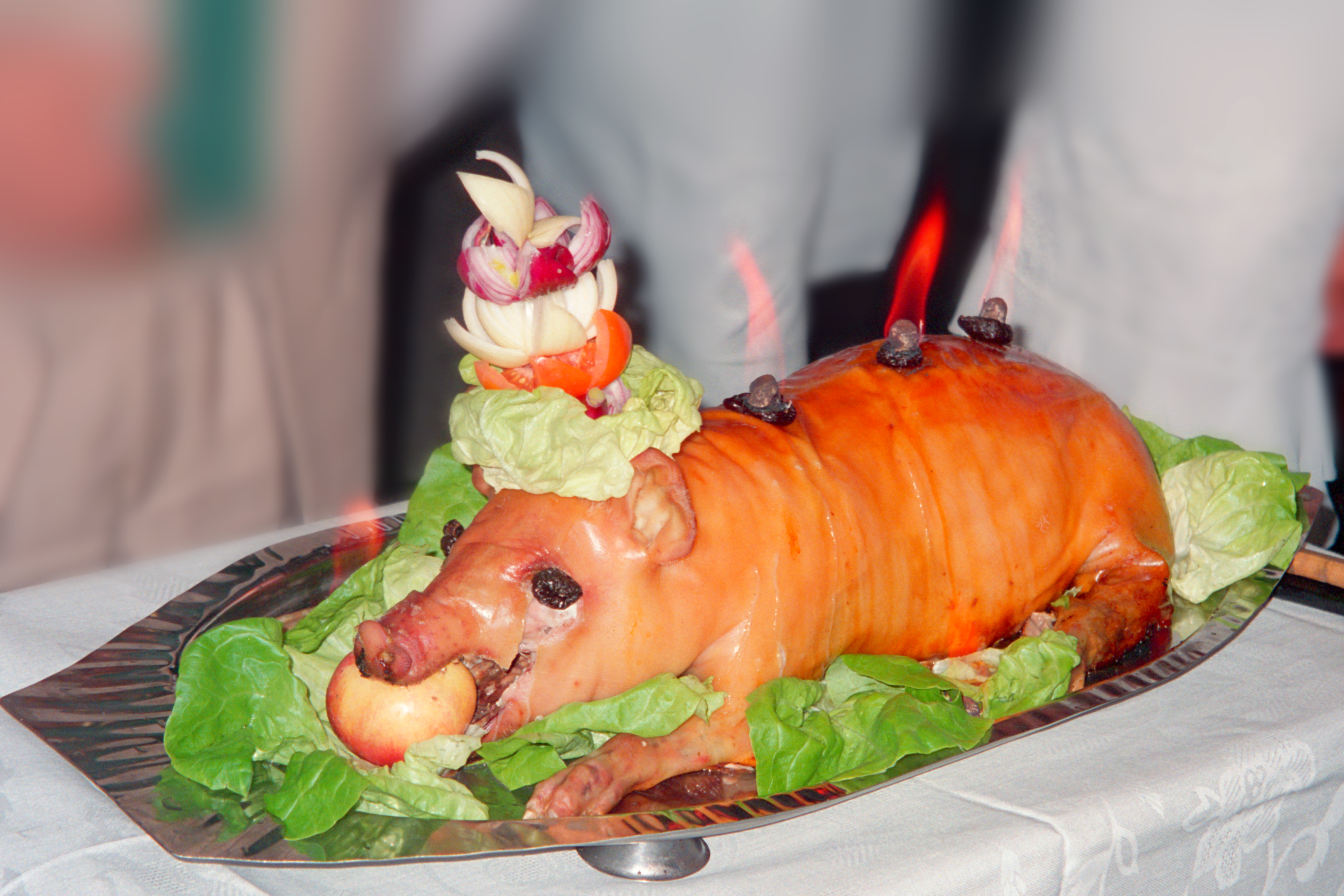
Cochon de lait rôti.

La cuisine polonaise (en polonais : polska kuchnia) /ˈpɔl.ska ˈkux.ɲa/) est un style de cuisine et de préparation des aliments très populaire en Pologne. La cuisine polonaise a évolué au cours des siècles pour devenir très éclectique en raison de l'histoire de la Pologne. Cette cuisine présente de nombreuses similitudes avec d'autres pays slaves, en particulier les cuisines tchèque et slovaque.
Toutefois, le trait caractéristique propre à la cuisine polonaise est la présence des plats sucrées consommés en plat principal (notamment l'été), comme les pierogi (ravioles) aux fruits (les classiques étant ceux aux myrtilles ou aux griottes) ou au fromage blanc sucré. Le dessert français « île flottante » est servi en Pologne (en une version un peu moins sucrée), en tant que l'entrée estivale zupa "nic" (la « soupe rien »).
Un autre trait caractéristique de la cuisine polonaise est la présence de nombreux produits végétaux lacto-fermentés : concombres, betteraves, choux... qui donnent des savoureuses préparations au goût légèrement acidulé.

## Repas

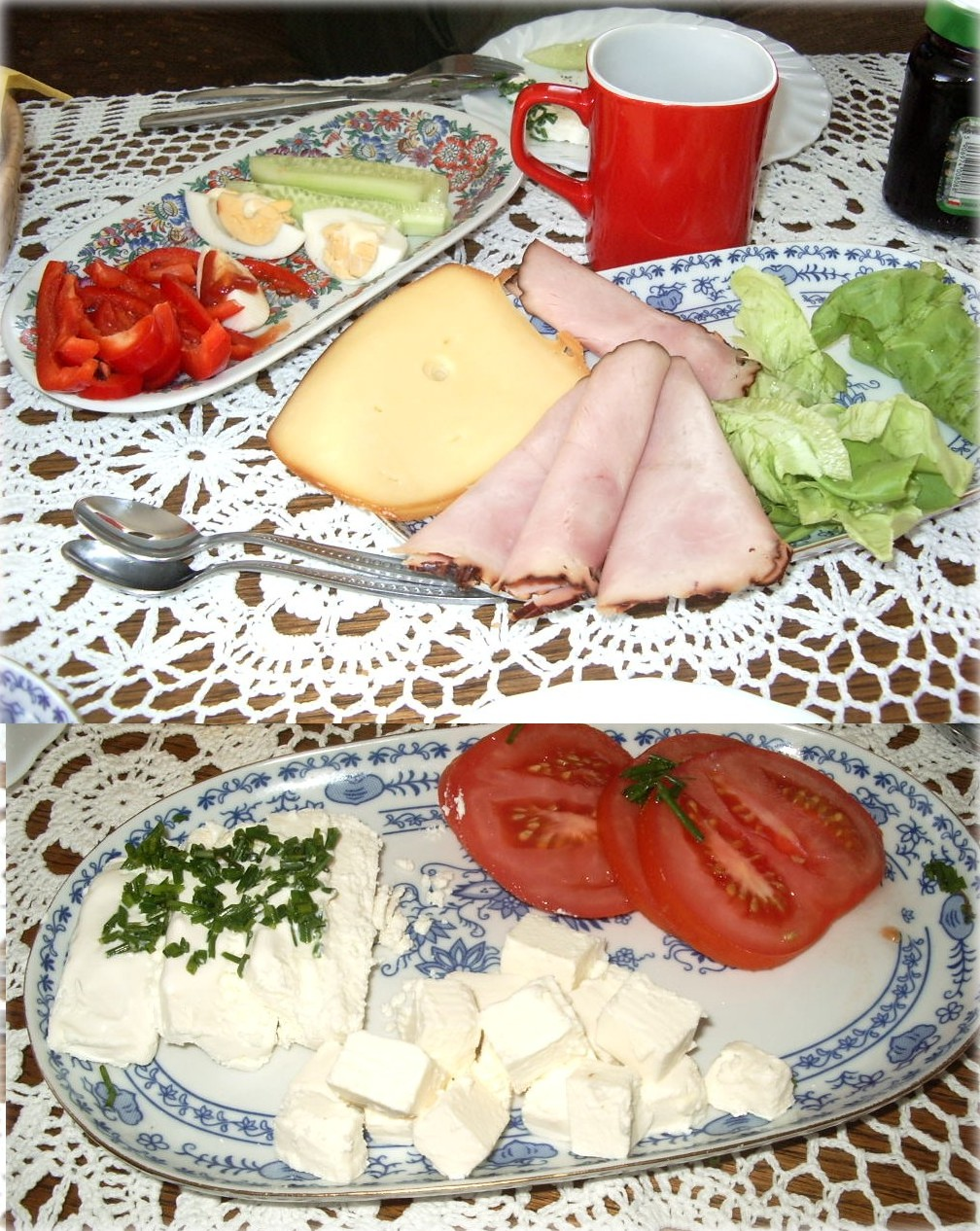
Petit déjeuner.

Le petit déjeuner (śniadanie) est assez consistant, il est composé le plus souvent de pain, beurre, fromage, saucisson, confitures... le tout arrosé de thé ou de café parfois au lait. On sert une soupe au lait aux enfants (qui, contrairement aux céréales introduites plus récemment, est consommée chaude). Le petit-déjeuner polonais est riche et varié. Il se compose généralement : 
- d'un verre de jus de fruits, d'une tasse de café léger ou de thé ;
- de charcuteries diverses (jambon, saucisson, pâté) ;
- de tranches fines de fromages ;
- d'un œuf dur ou des œufs brouillés ;
- de tranches de tomates ;
- de radis, de tomates, de concombre ;
- de miel ou de confitures ;
- de différentes sortes de pains noirs ou blancs ;
- de zupa mleczna, soupe au lait avec des céréales.

Le déjeuner (obiad) est le repas le plus important de la journée. Classiquement il est composé d'une soupe suivie d'un « deuxième plat » (drugie danie) consistant, le plus souvent, en une viande accompagnée de légumes et de féculents ainsi que d'un dessert. Un kompot (du français "compote") accompagne souvent le repas : il s'agit d'une boisson rafraîchissante à la base des fruits de saison (ou des fruits secs en hiver) cuits dans l'eau légèrement sucrée. Vu l'abondance des liquides, il n'y a pas de coutume de servir de l'eau au déjeuner (ni du vin, par ailleurs, dans les circonstances quotidiennes).
Pour le dessert, il peut s'agir tout simplement des fruits, d'une crème, d'une galaretka (gelée des fruits) ou d'une part de gâteau.
Le dîner (kolacja, du français « collation ») est plus léger et le plus souvent froid. Sa composition se rapproche de celle du petit déjeuner. Quand il est pris en repas chaud, il peut s'agir par exemple d'un gratin des légumes, des légumes farcis, ou des plats semi-végétariens car, même si les Polonais sont des gros mangeurs de viande, ils évitent d'en manger avant d'aller dormir.

## Soupes
On dit qu'il y a en Pologne environ 300 sortes de soupes. Ce chiffre peut sembler un peu exagéré, mais il est certain que la soupe est une tradition de la cuisine polonaise et un incontournable plat de la table polonaise tout au long de l'année.
L'été le chłodnik est un grand classique. C'est une soupe à base de lait caillé ou de crème fraîche légère et de betteraves.

### Les soupes chaudes
Toutes les soupes peuvent être accommodées de multiples façons, servies avec divers accompagnements (pain, pain grillé, pommes de terre, pâtes, des lane kluski (sorte de petites pâtes faites avec la farine et des œufs). Les recettes varient en fonction de la région :
- barszcz czerwony (soupe de betteraves fermentées) ;
- barszcz biały / żurek (soupe à la farine) ;
- zupa grzybowa (soupe de champignons) ;
- krupnik (soupe au gruau) ;
- zupa pomidorowa (pomidorówka; soupe de tomates), peut être servie avec des pâtes ou du riz, avec la crème ou sans
- zupa warzywna (soupe de légumes) ;
- czernina (soupe au sang) ;
- kapuśniak (soupe à la choucroute avec des pommes de terre et du lard) ;
- zupa kalafiorowa (soupe au chou-fleur)
- zupa pieczarkowa (soupe aux champignons de Paris) ;
- rosół (soupe du dimanche, un bouillon de viande de poulet ou du boeuf servi avec les vermicelles) ;
- zupa fasolowa (fasolówka; soupe aux flageolets) ;
- zupa grochowa (grochówka; soupe aux pois cassés).

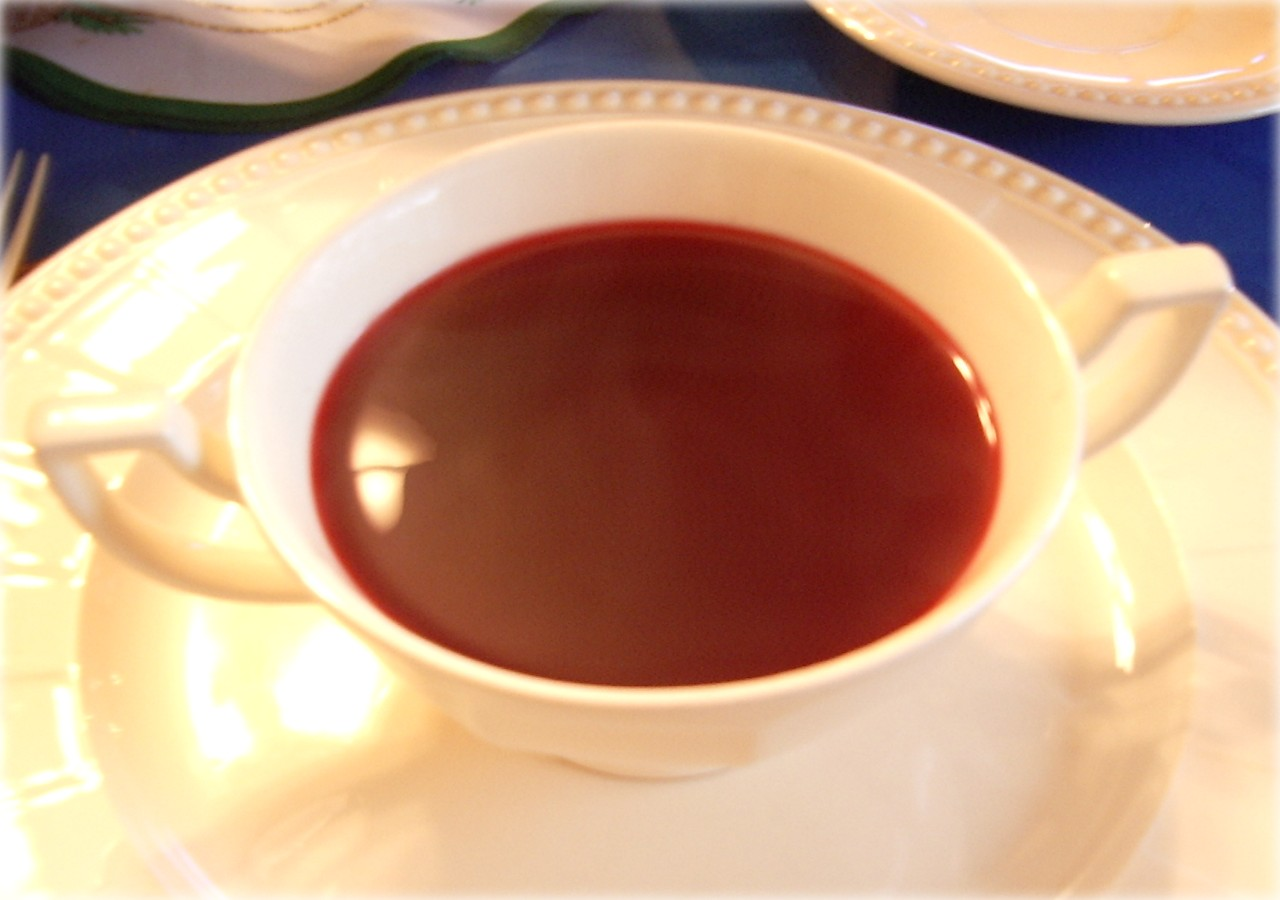
Barszcz czerwony.
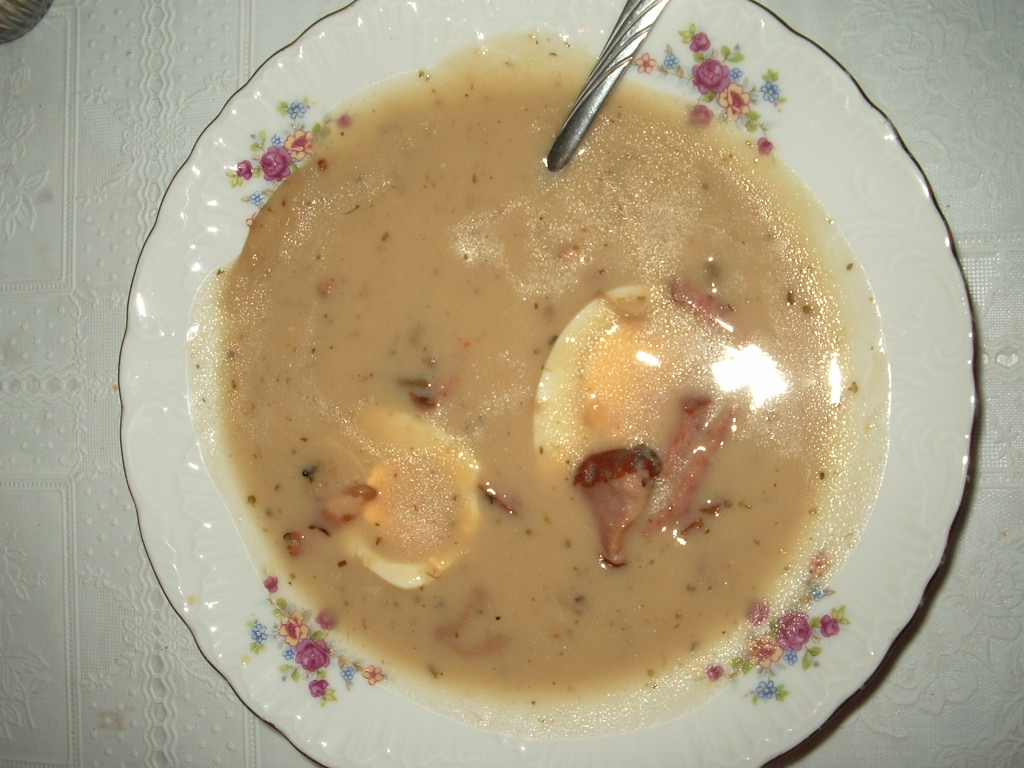
Żurek.
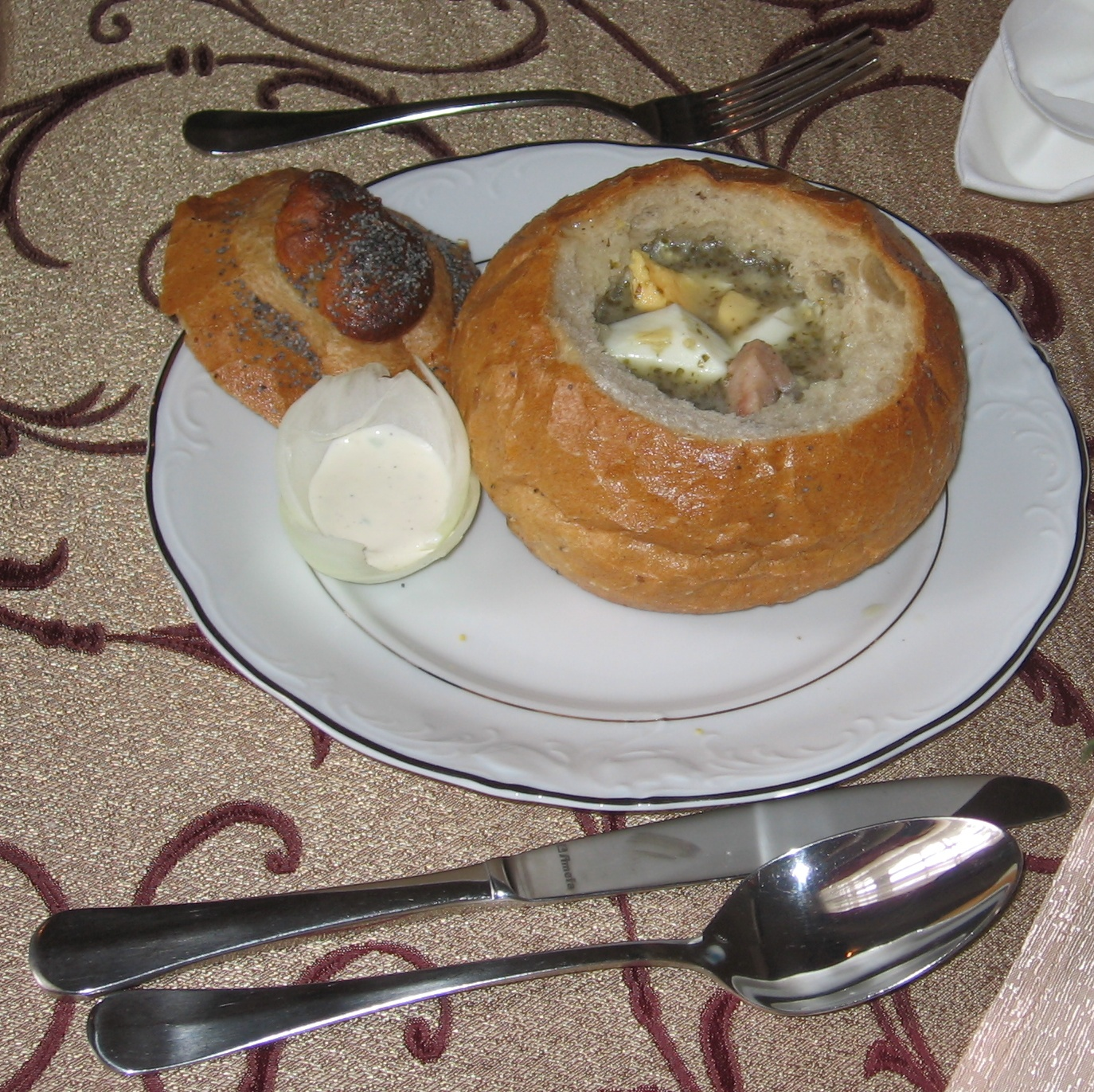
Żurek, servis dans le pain.

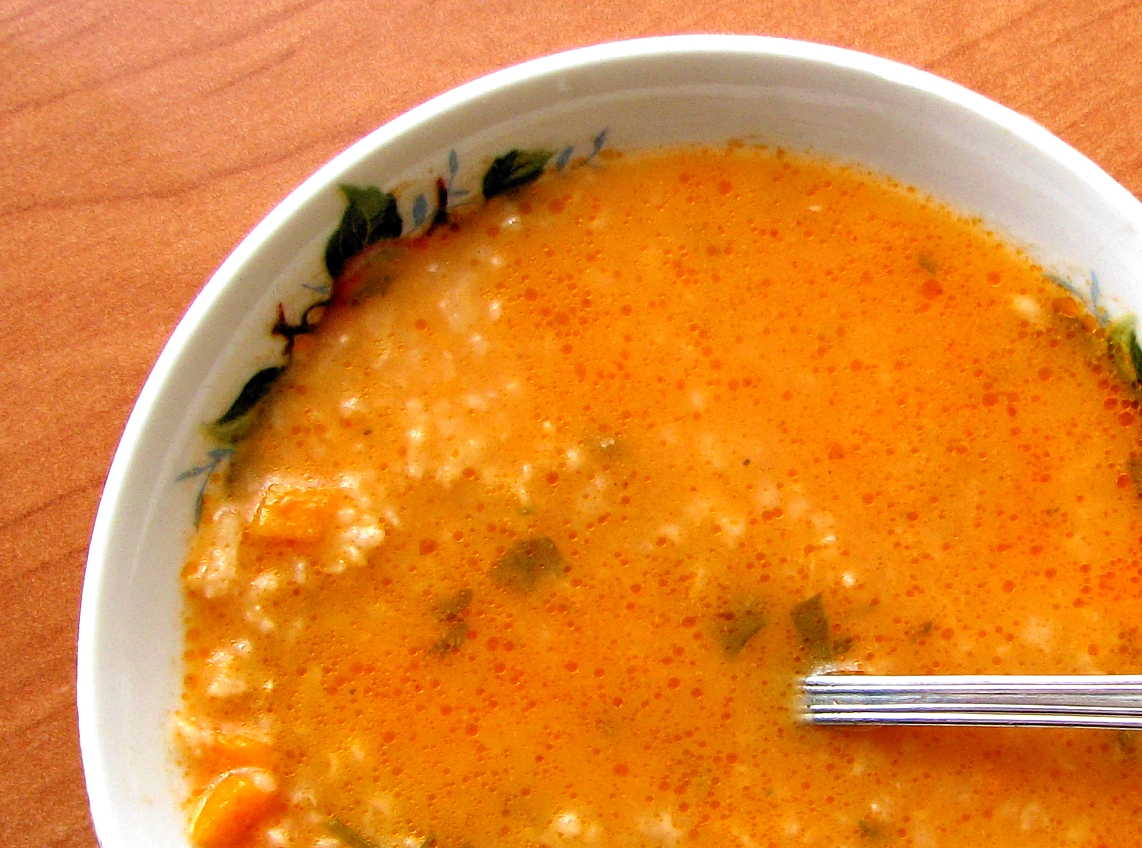
Zupa pomidorowa z ryżem.
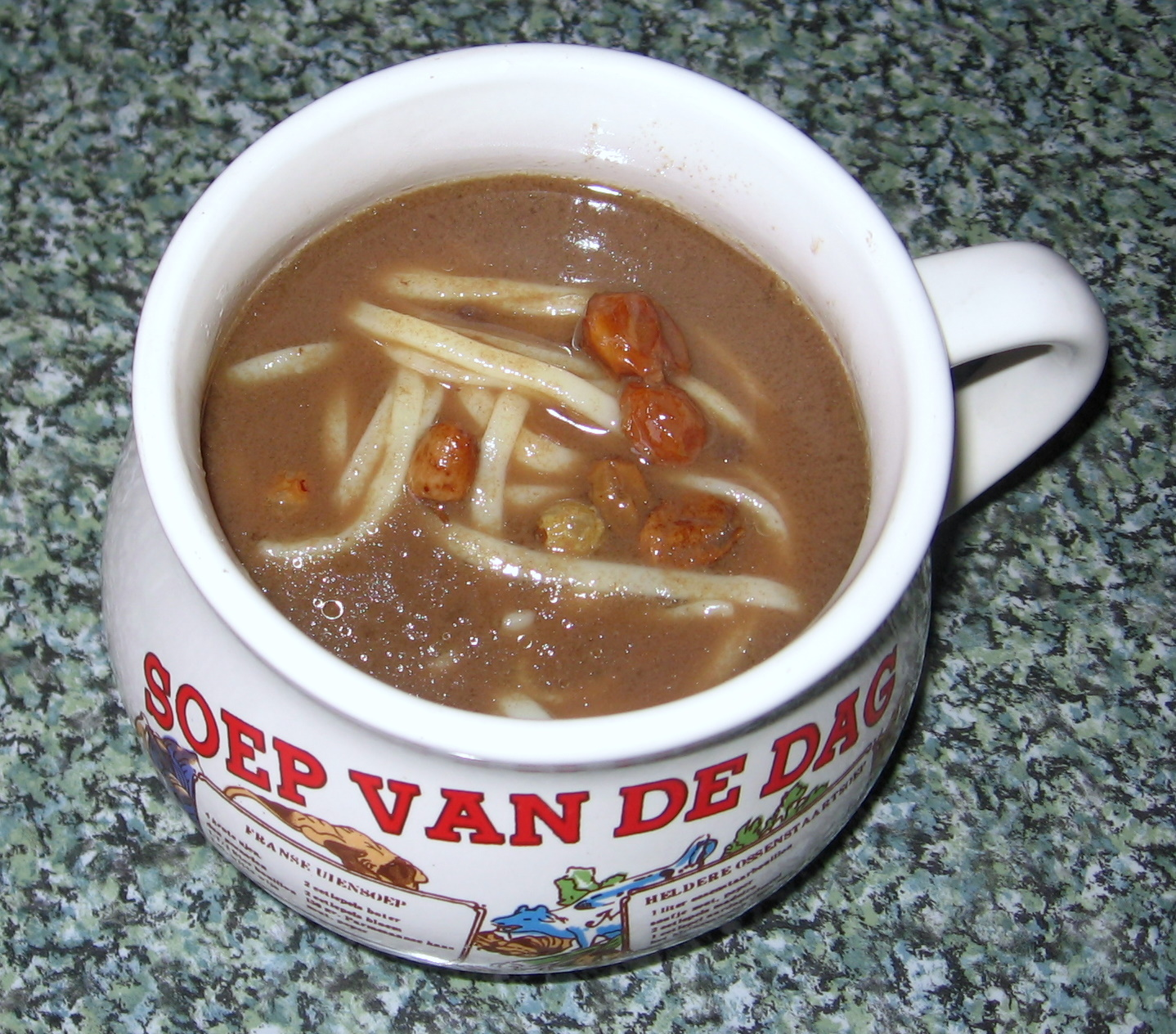
Czernina.
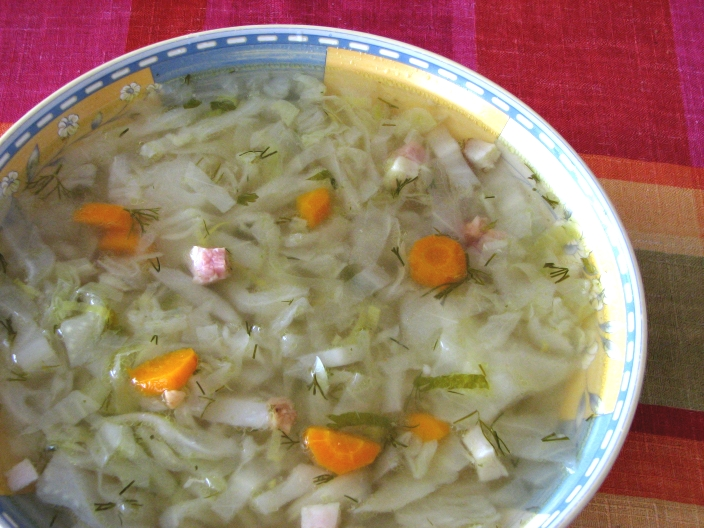
Kapuśniak.

## Plats et accompagnements

### Plats chauds
- kotlet schabowy Côtelette de porc, attendrie, panée à l'anglaise et frite
- kotlet mielony Boulettes de viande hachée poêlées
- zrazy wołowe Roulades de bœuf cuites à l'étouffée, servies dans leur jus de cuisson (traditionnellement avec du kascha)
- golabki (gołąbki) Feuilles de chou farcies à la viande et au riz, cuits dans un bouillon
- bigos Choucroute revenue longtemps avec plusieurs viandes (porc, bœuf, lard, gibier...) et divers éléments aromatiques (champignons sauvages, champignons de Paris, pruneaux séchés, baies de genièvre, clous de girofle, poivre noir, vin rouge, etc. : chaque famille possède sa propre recette)
- karp smażony Carpe frite
- krokiet
- Poisson à la grecque

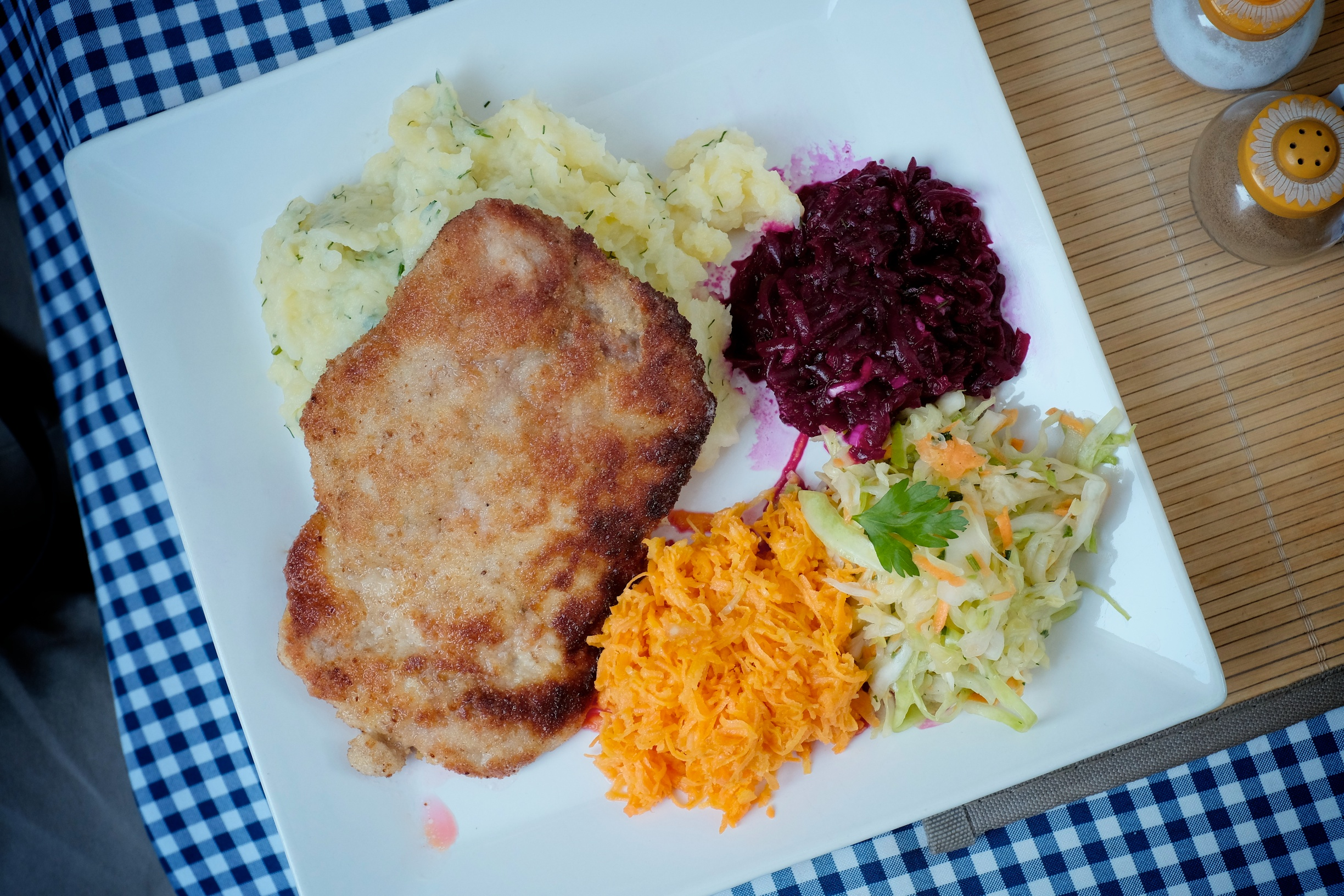
Kotlet schabowy.
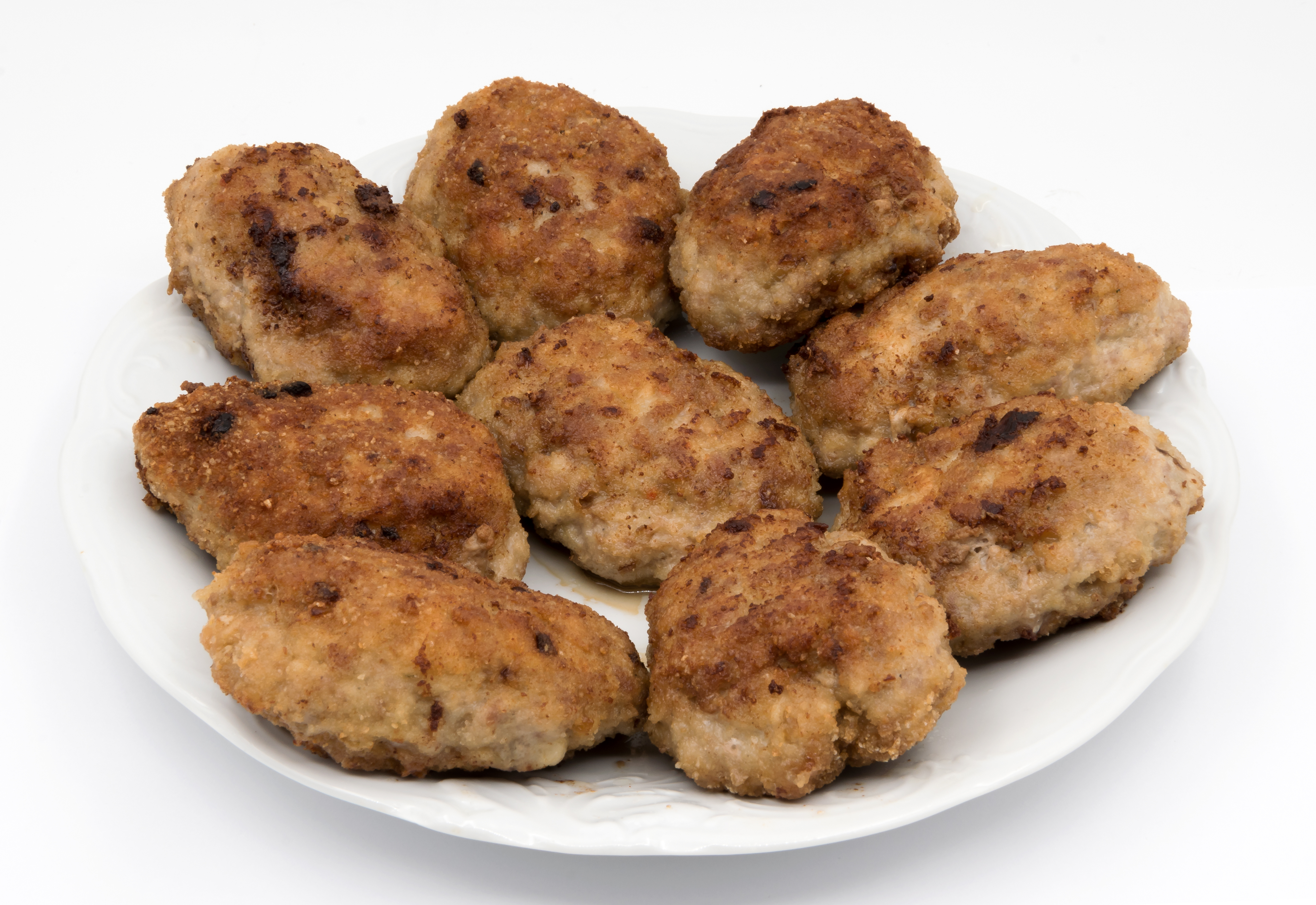
Kotlety mielone.
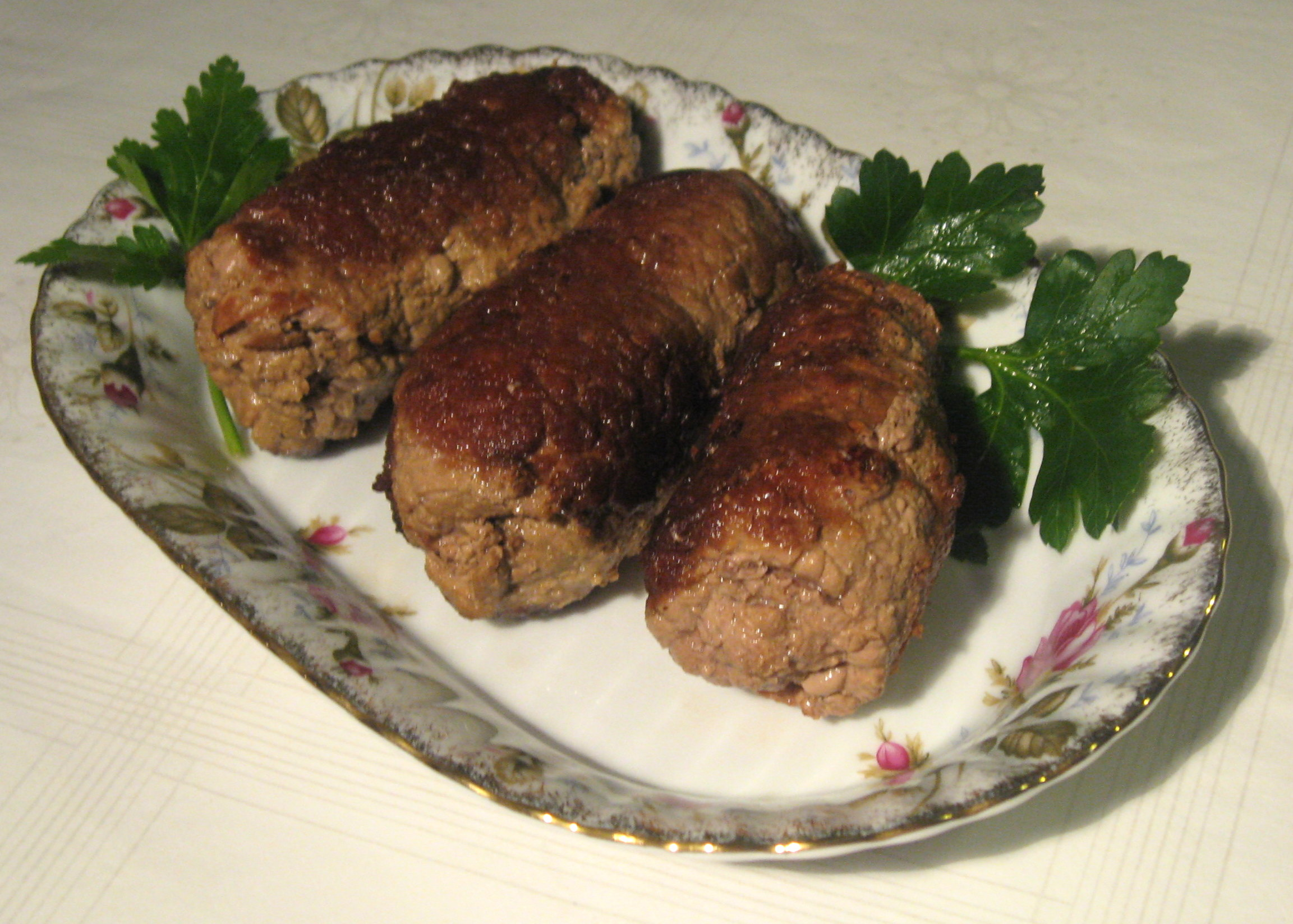
Zrazy wołowe.
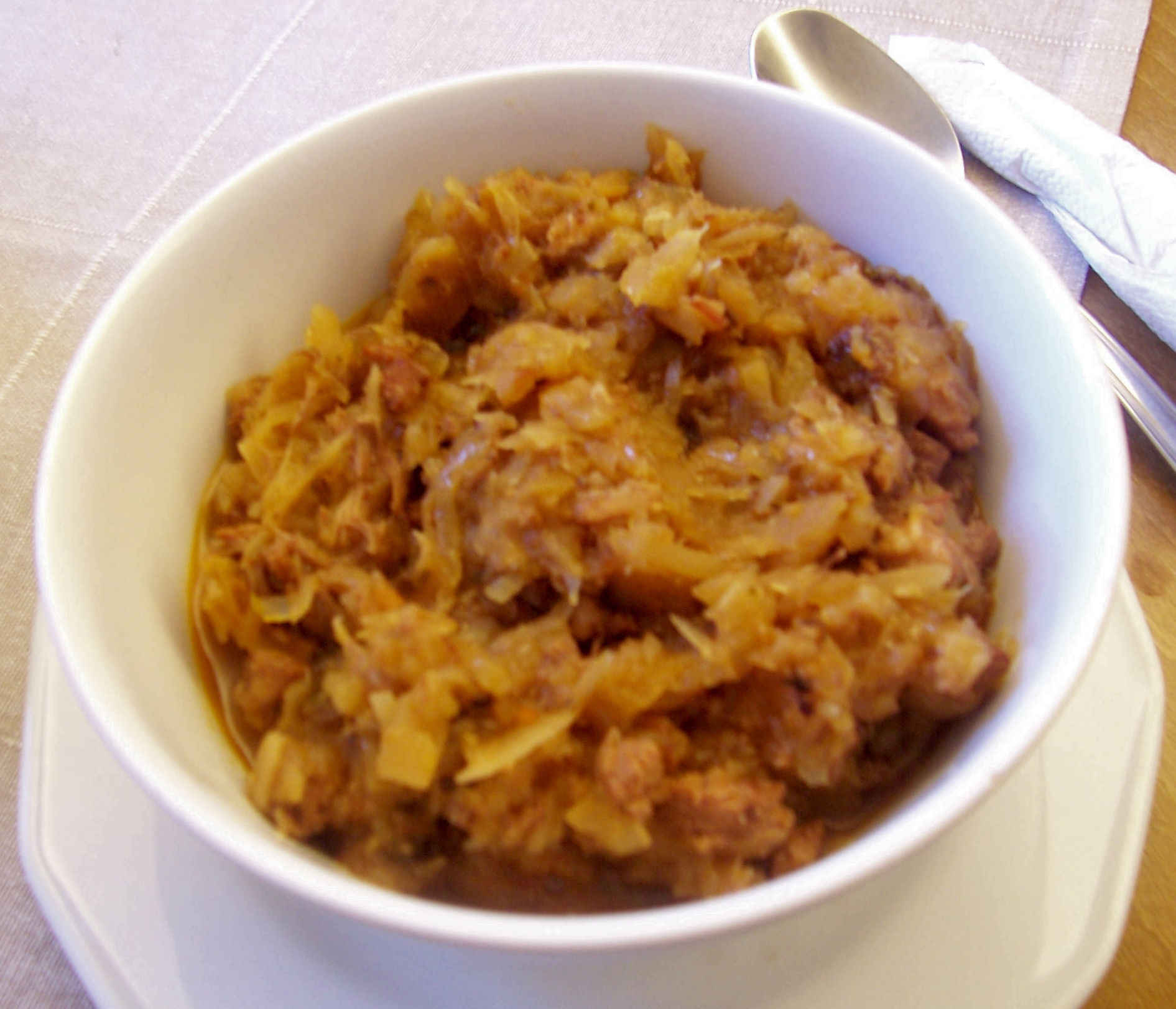
Bigos.
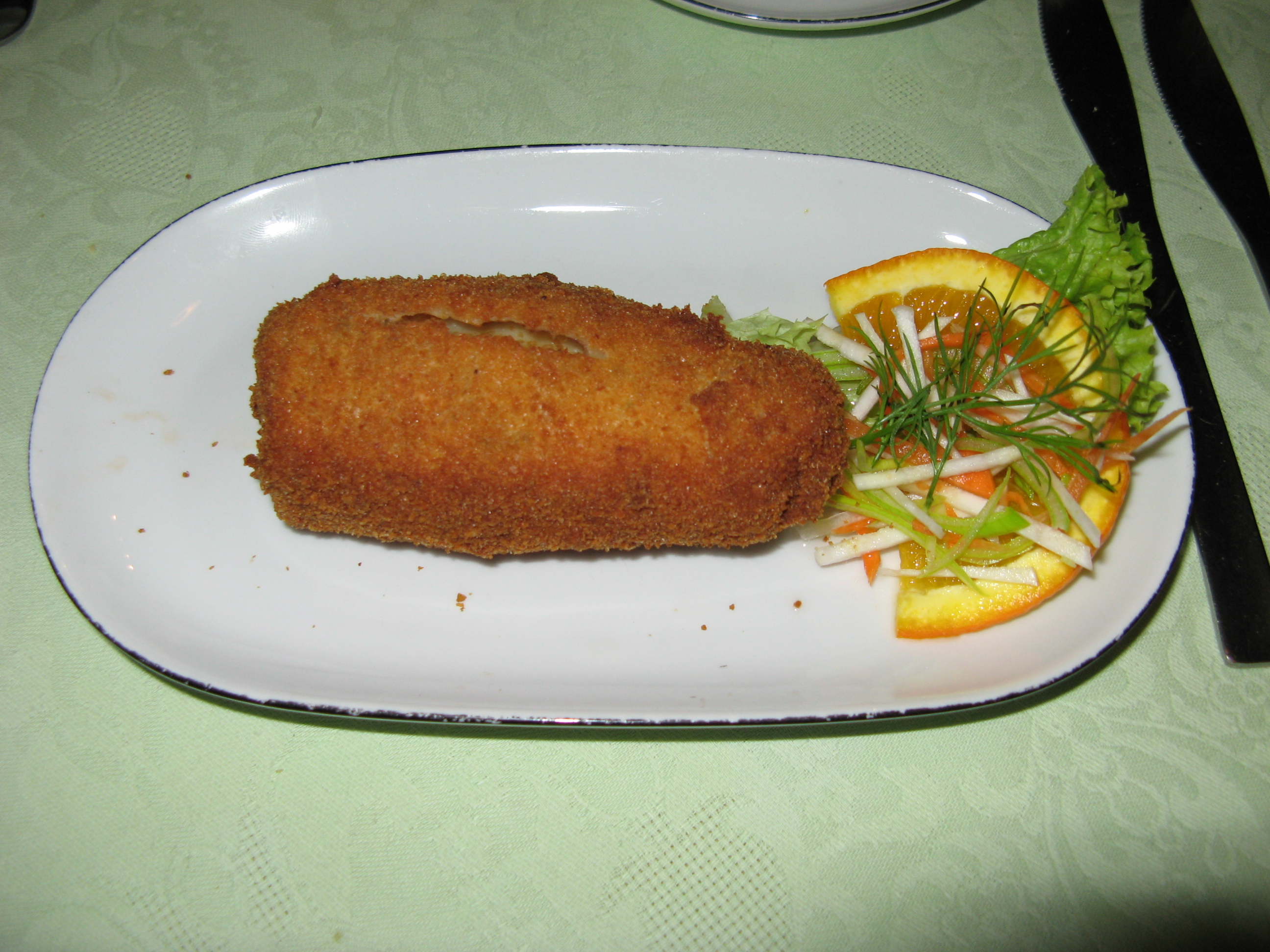
Krokiet.

### Entrées
Divers poissons gras fumés ou salés : saumon, maquereau, hareng, etc. :
- galaretka z drobiu (aspic de volaille) ;
- ogórki kiszone (ogórki kwaszone) (concombres à la Polonaise, saumurés) ;
- grzyby w occie Champignons (cèpes et bolets essentiellement mais aussi les girolles, les lactaires et les champignons de Paris, au vinaigre) ;
- śledzie w śmietanie Harengs à la crème fraîche ;
- śledzie w oleju Harengs à l'huile et petits oignons ;
- śledzie po żydowsku Harengs à l'huile et petits oignons, flageolets, champignons de Paris et herbes ;
- karp w galarecie Carpe en gelée ;
- pstrąg w galarecie Truite en gelée.

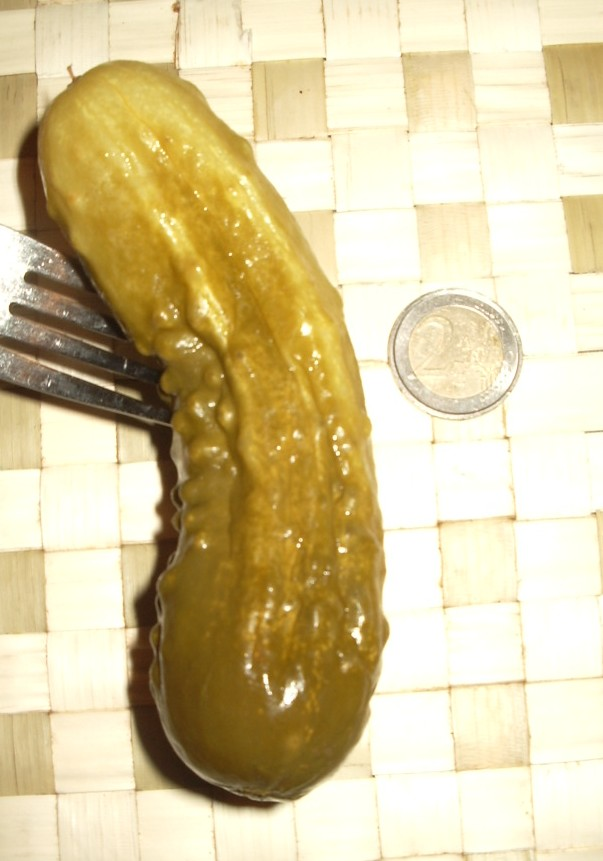
Ogórek kiszony.
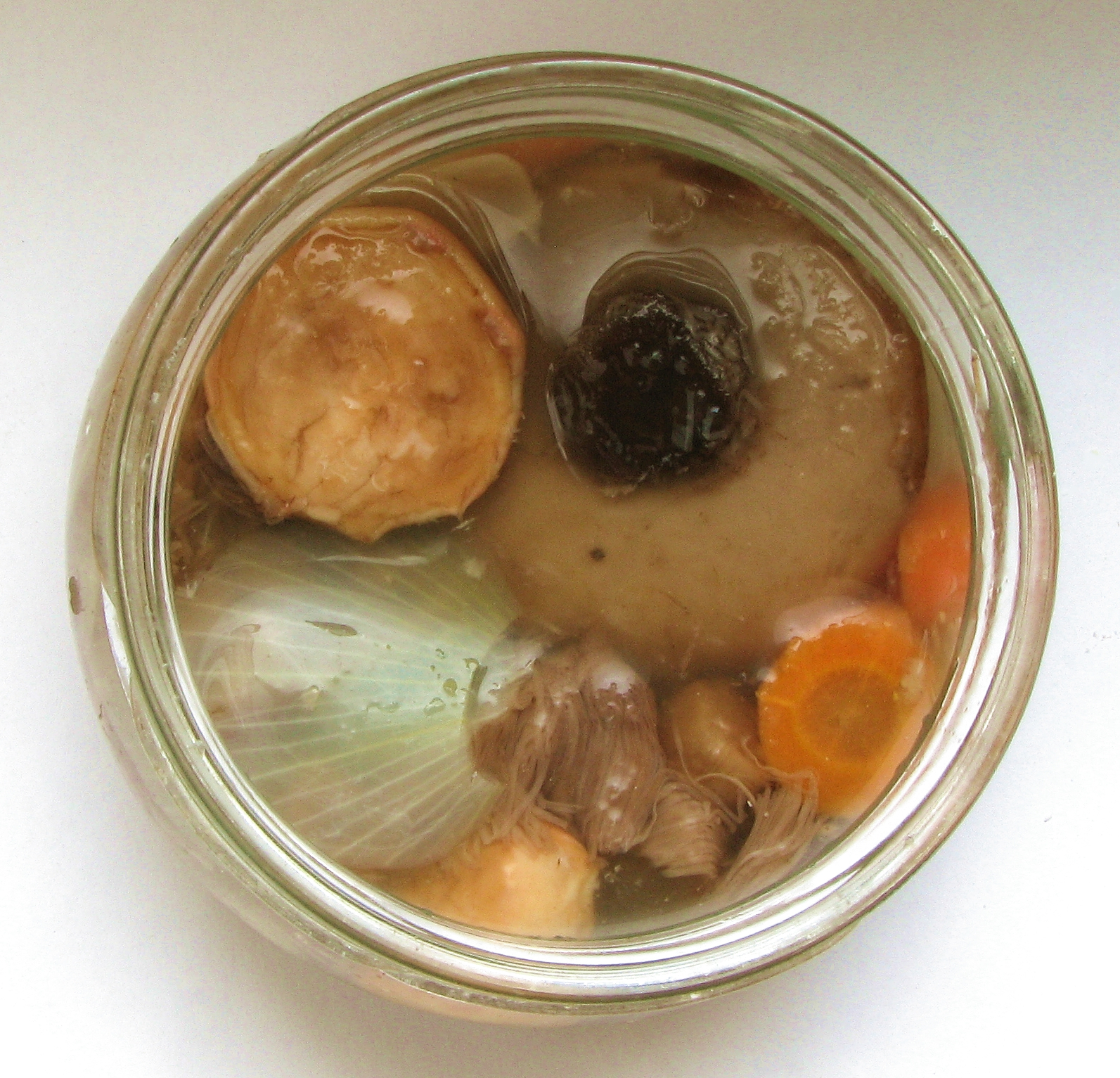
Grzyby w occie.

### Nourriture rapide
- zapiekanka : demi-baguette de pain nappée d'une garniture de champignons, de fromages, de légumes...

### Accompagnements
Outre des pommes de terre servies quasiment quotidiennement : 
- kasza (nom générique de gruaux de toutes sortes) ;
- pierogi (diverses variétés de raviolis farcis à la viande, au choux (ou les deux), au fromage blanc ou les pommes de terre (ou les deux) ou aux légumes, peuvent devenir aussi un plat sucré avec la farce aux fruits, accompagné de crème fraîche et de sucre) ;
- kluski (gnocchi) il y a diverses façons de préparation p.ex des petites quenelles (kopytka) kluski śląskie (petits ronds avec un trou au milieu), kluski kładzione (sans forme particulière formés par le contact avec de l'eau bouillante) ;
- kluski na parze Sorte de petites boules cuisinées à la vapeur faites avec la levure de boulanger ;
- placki ziemniaczane (galettes de pommes de terre) ;

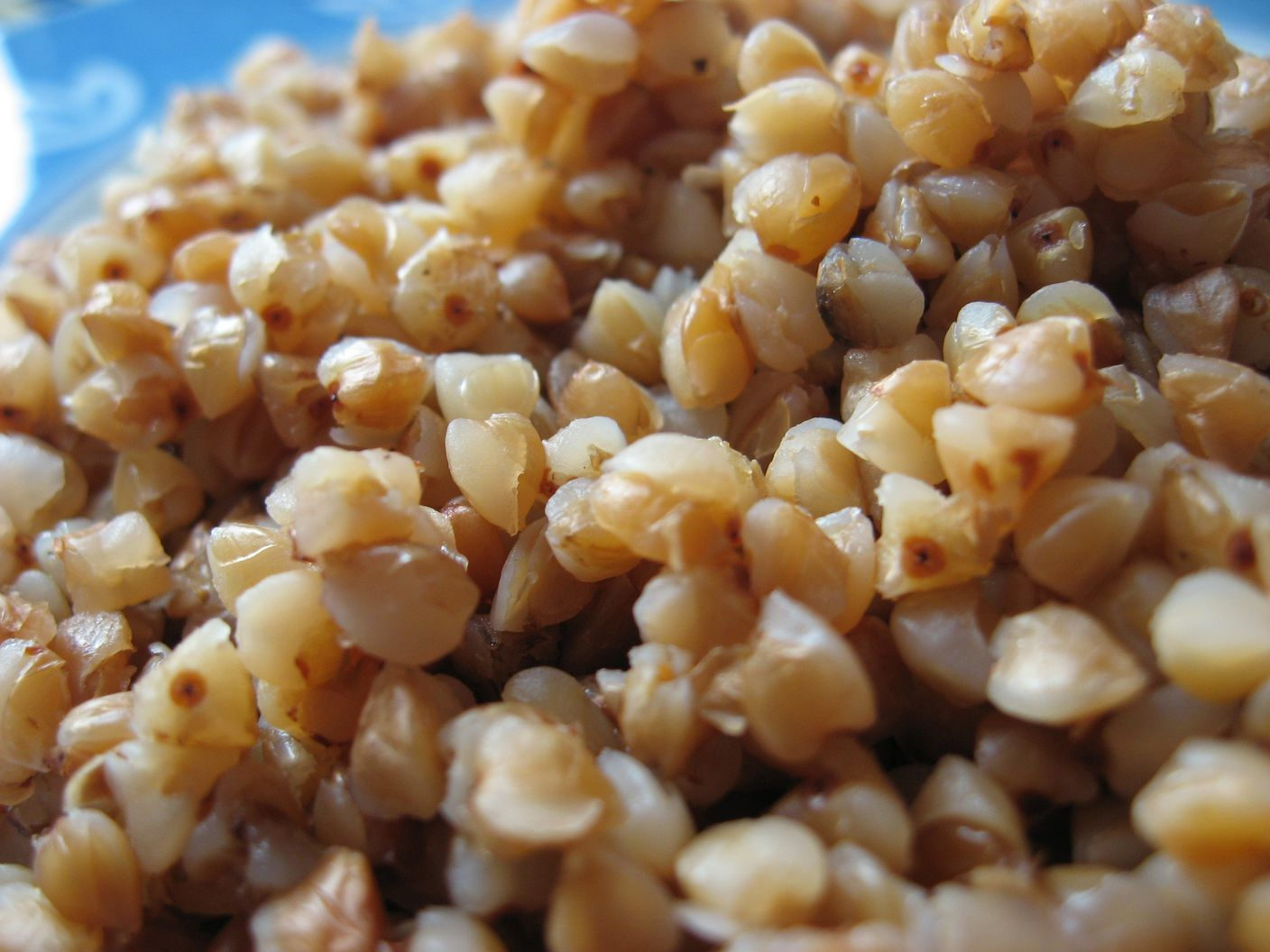
Kasza gryczana (gruau de sarrasin).
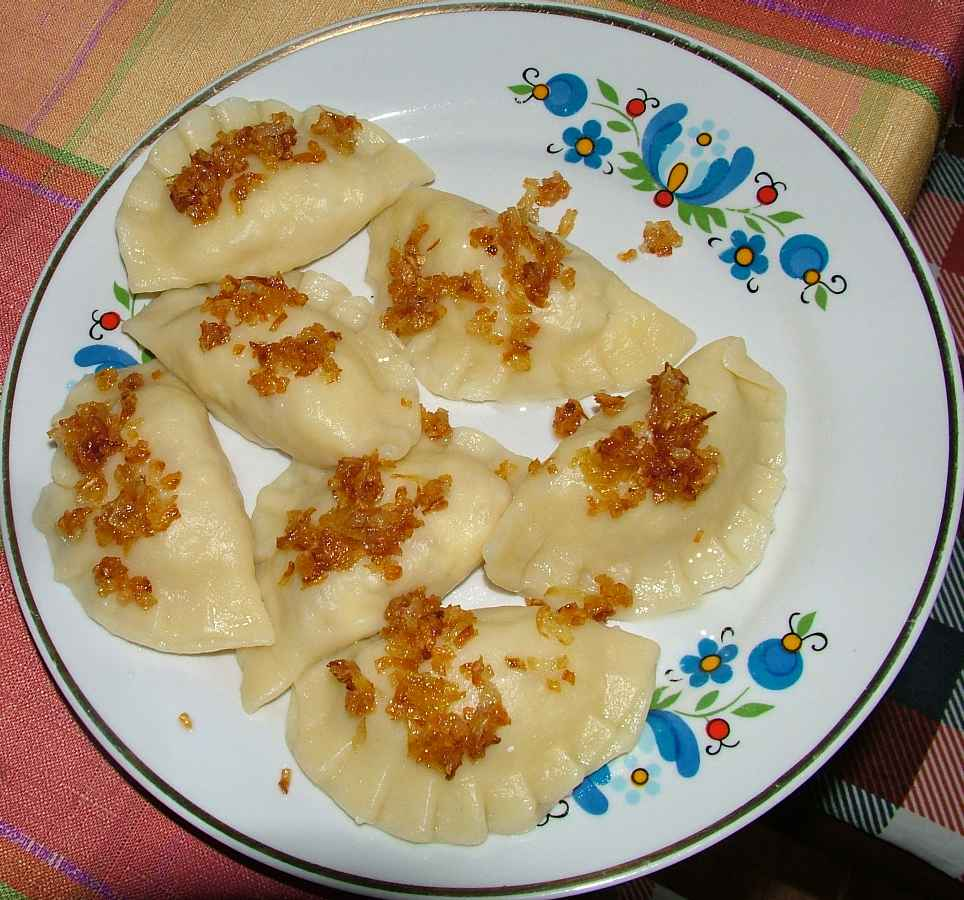
Pierogi.
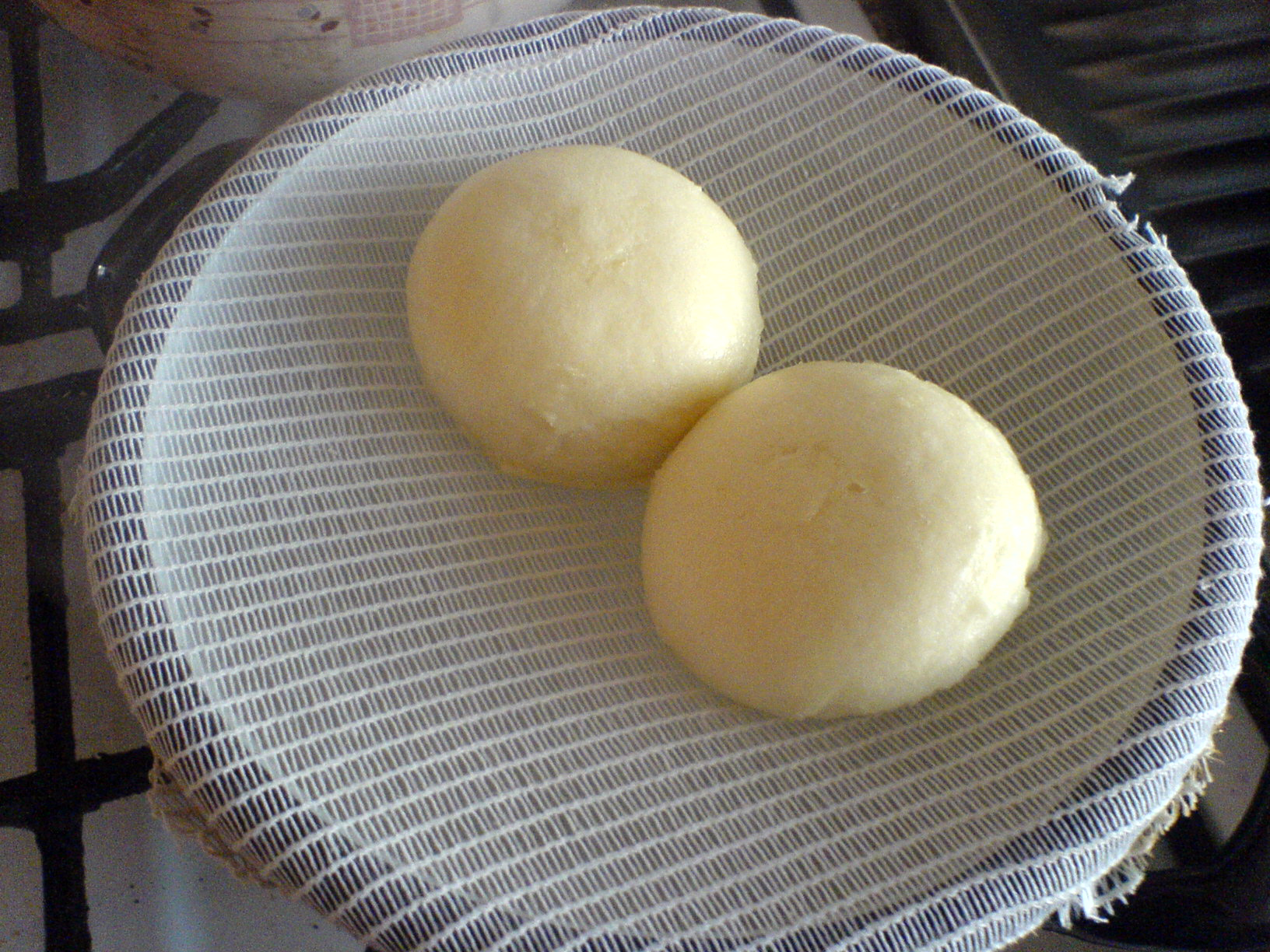
Kluski na parze.
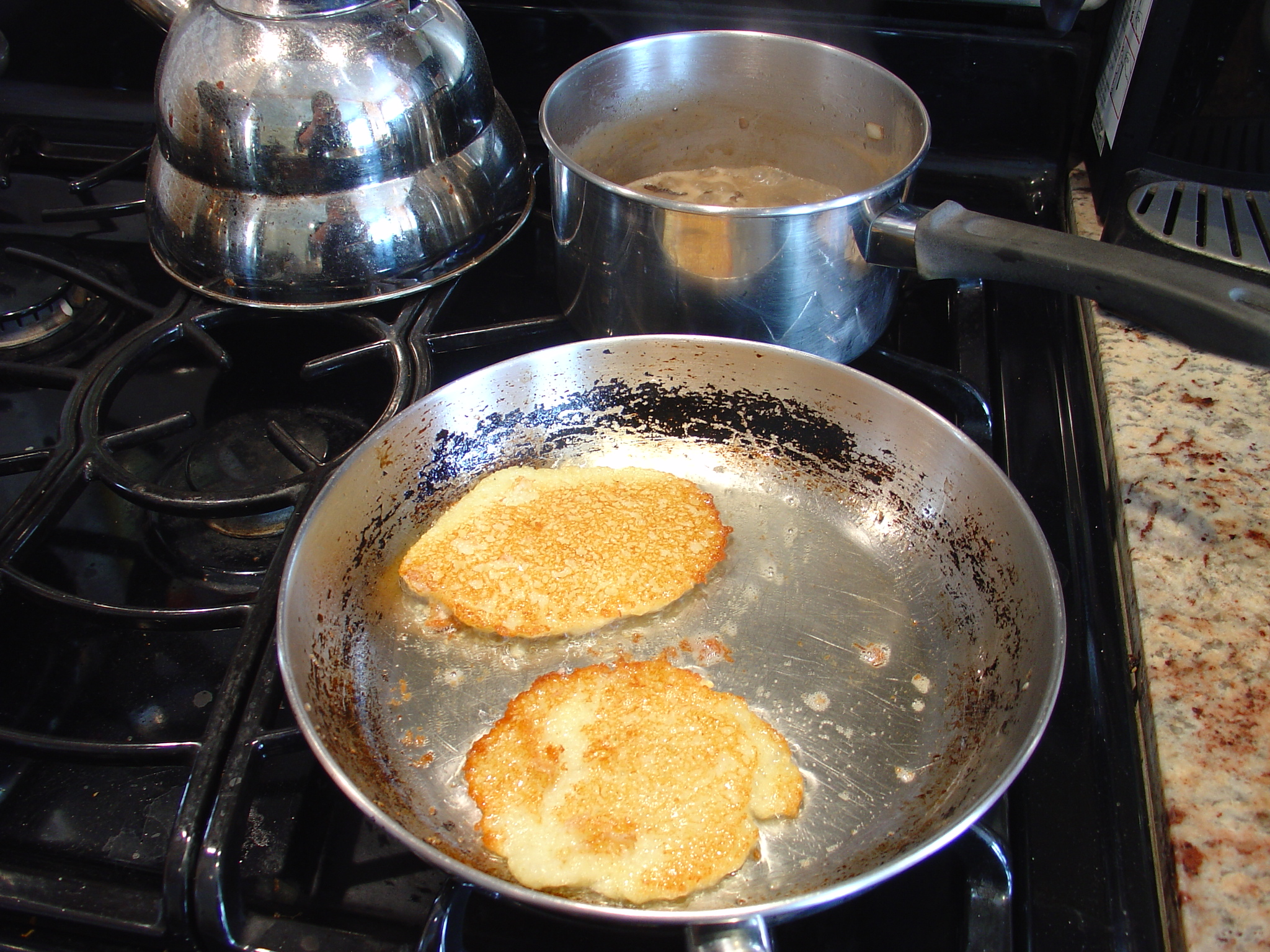
Placki.

### Légumes
Sałatka jarzynowa (sałatka warzywna): C'est une macédoine de légumes composée à l'origine des légumes utilisées pour préparer un bouillon de viande ou de volaille (à la base des toute soupe polonaise). Elle est composée donc des carottes, des oignons, du céleri, du persil-racine cuits et coupés en petits cubes. On y ajoute des petits pois, des cornichons à la polonaise (fermentés ou au vinaigre), le tout étant lié à la mayonnaise. Des variantes de cette salade comportent des dés de jambon ou des œufs durs coupés.

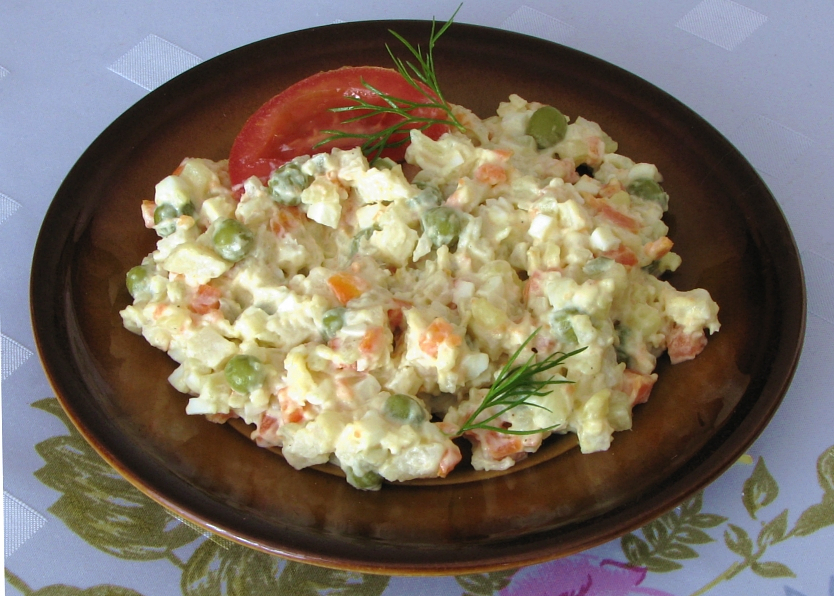
Sałatka jarzynowa

## Fromages
- Twaróg (biały ser) : fromage frais de lait de vache obtenu par le chauffage du lait caillé et l'égouttage de celui-ci
- Le bundz est un fromage à base de lait de brebis
- Le golka est un fromage à base de lait de bovins
- L'oscypek est un fromage à base de lait de brebis et de vache

## Desserts
- babka (baba).
- faworki.
- karpatka, composé d'une pâte à chou et de crème pâtissière.
- kutia, plat régional
- kugel, plat régional
- makowiec (ou makocz à Poznań), gâteau au pavot avec des fruits secs.
- mazurek.
- murzynek.
- naleśniki, crêpes pouvant être servies avec du fromage blanc sucré et revenus à la poêle.
- napoleonka (kremówka).
- pączki beignets
- placek z owocami, brioches en forme d'un seul gâteau aux divers fruits
- rogal świętomarciński.
- sękacz.
- sernik, gâteau de fromage blanc.
- szarlotka (jabłecznik), gâteau sablé aux pommes.

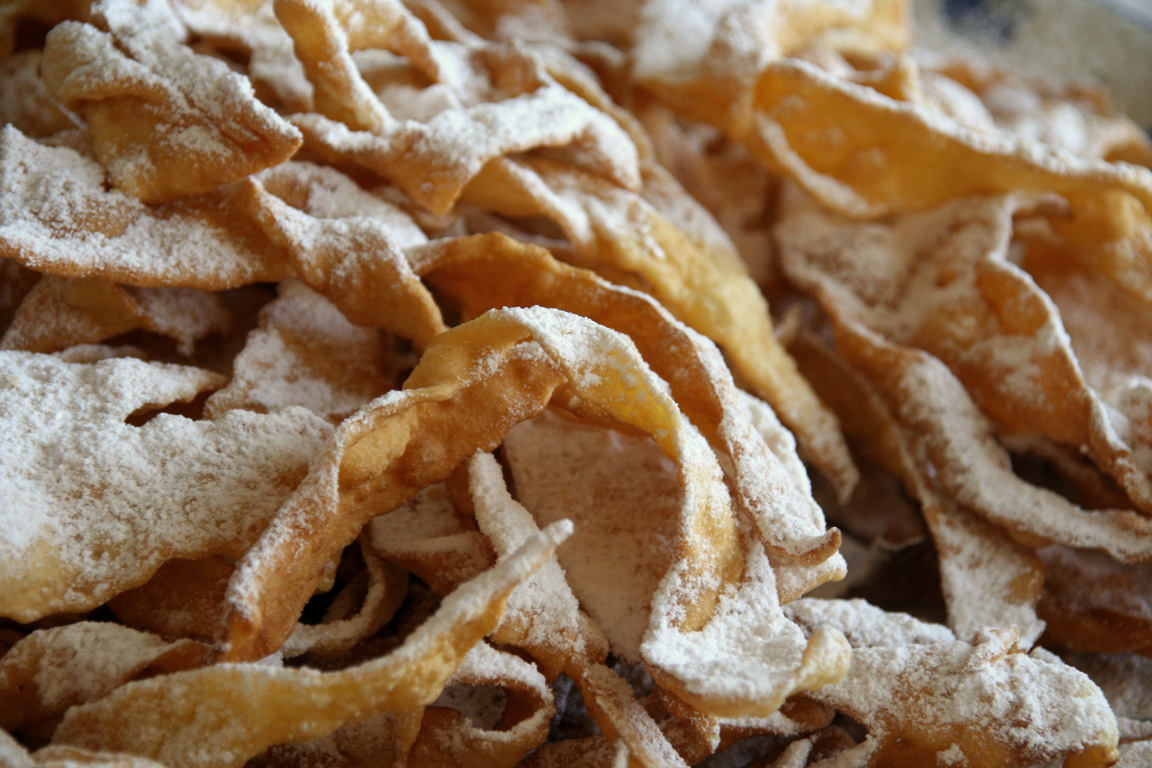
Faworki.
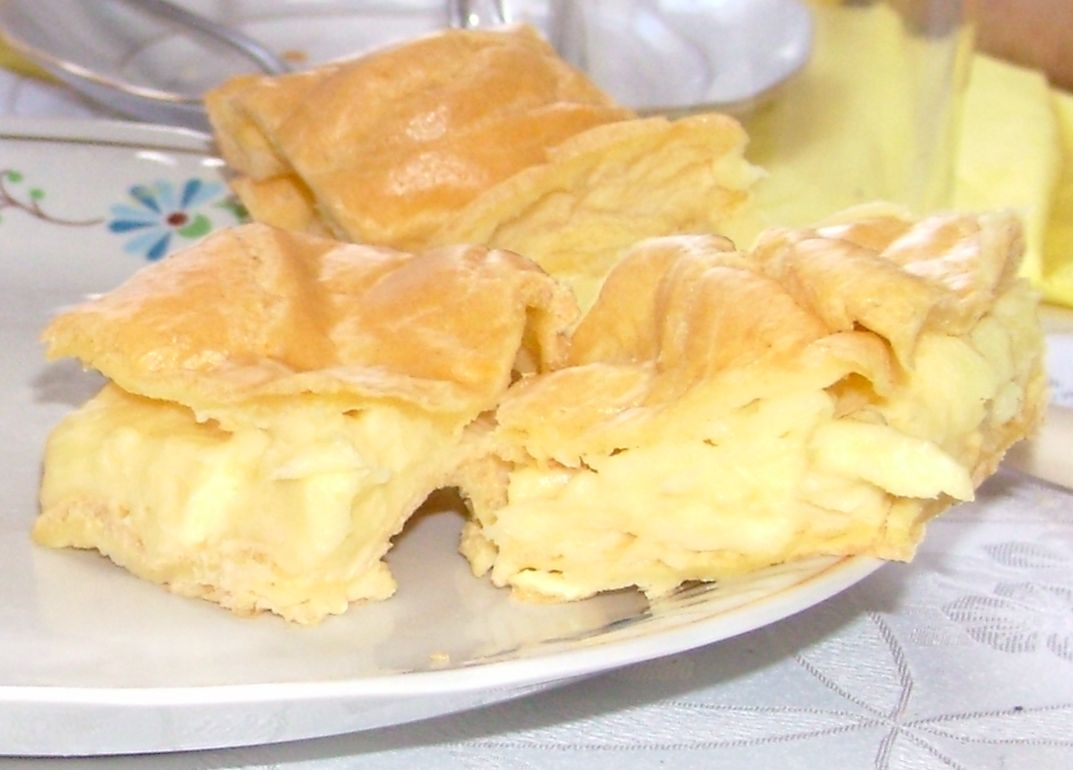
Karpatka.
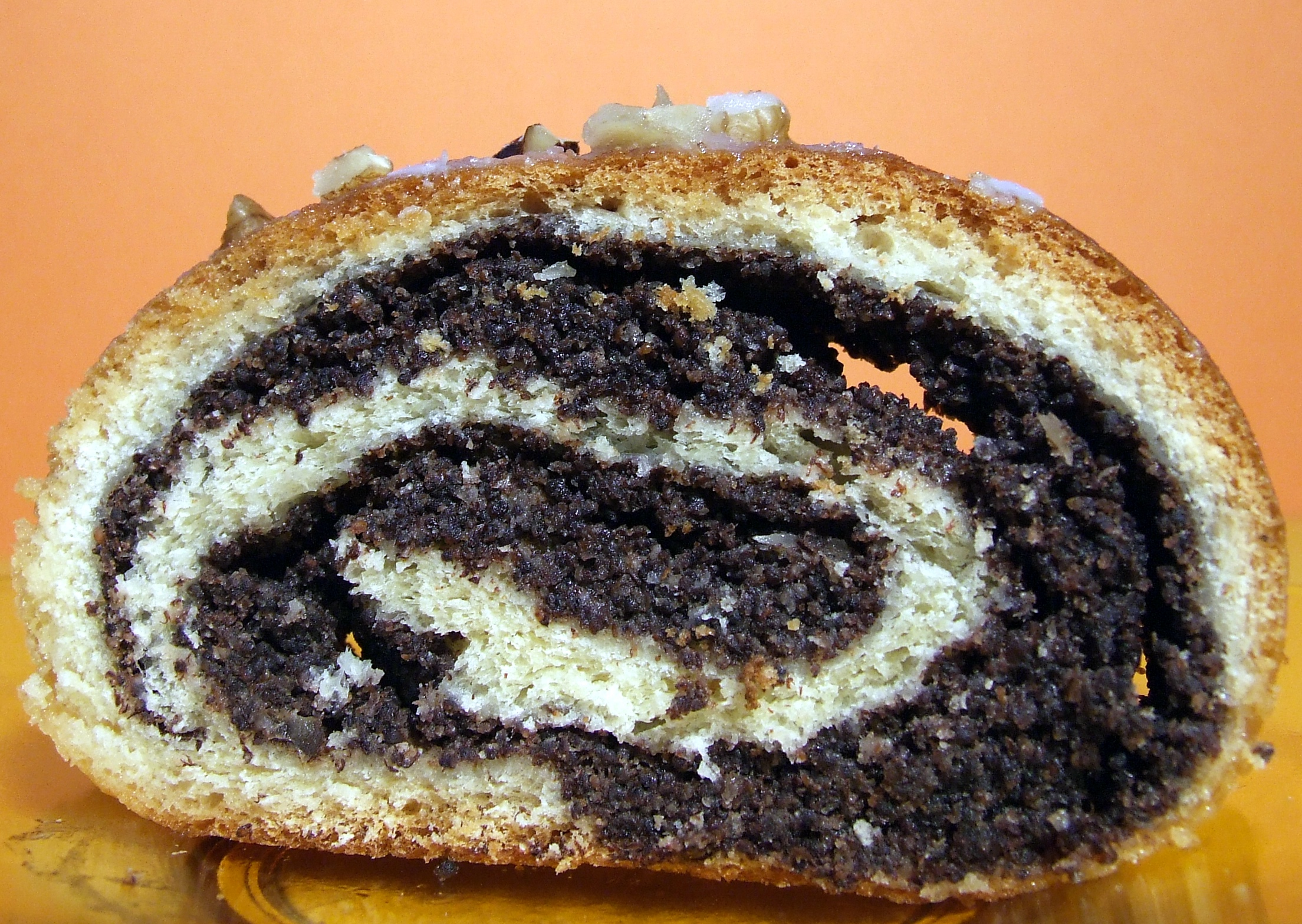
Makowiec.
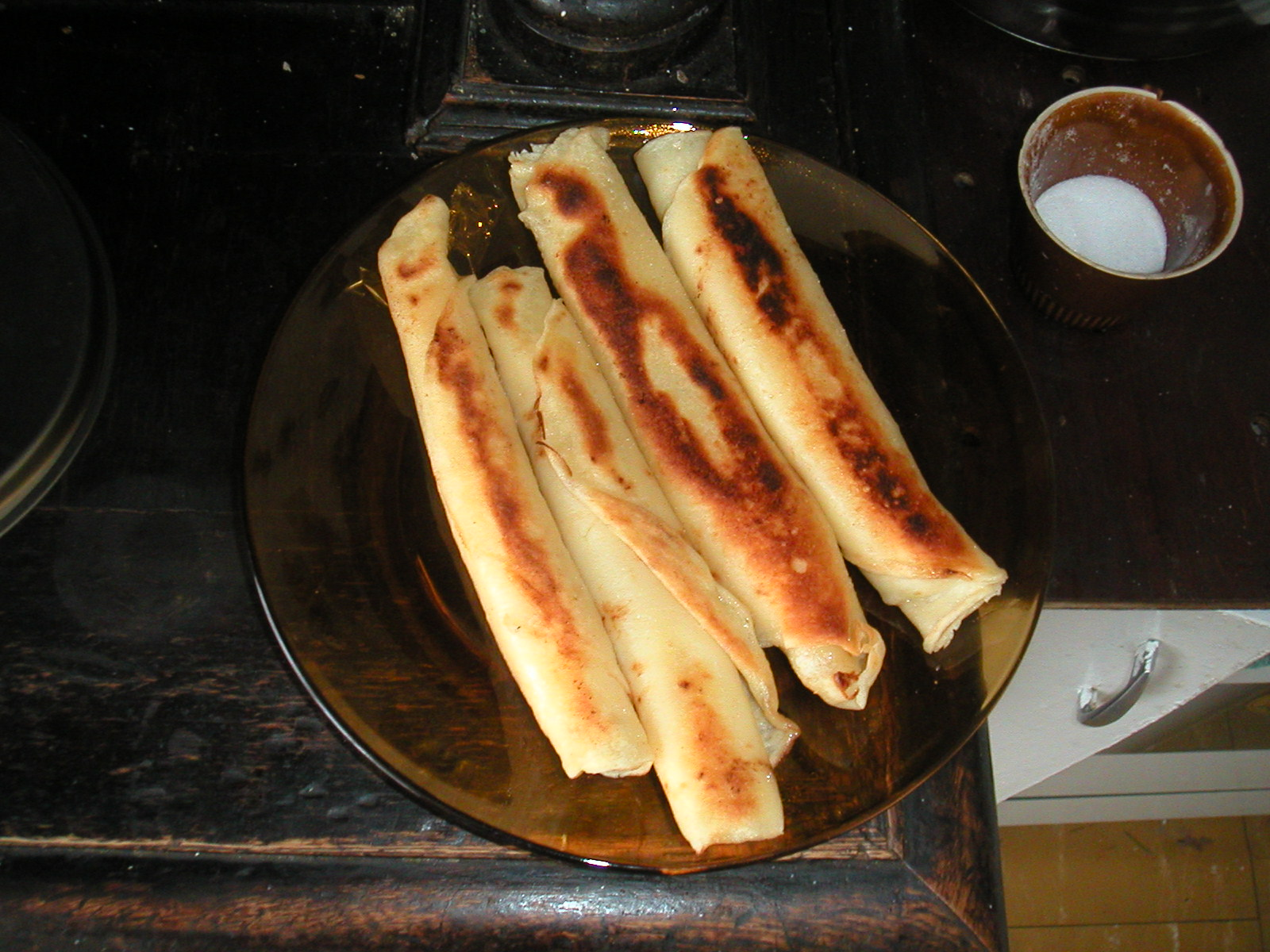
Naleśniki.

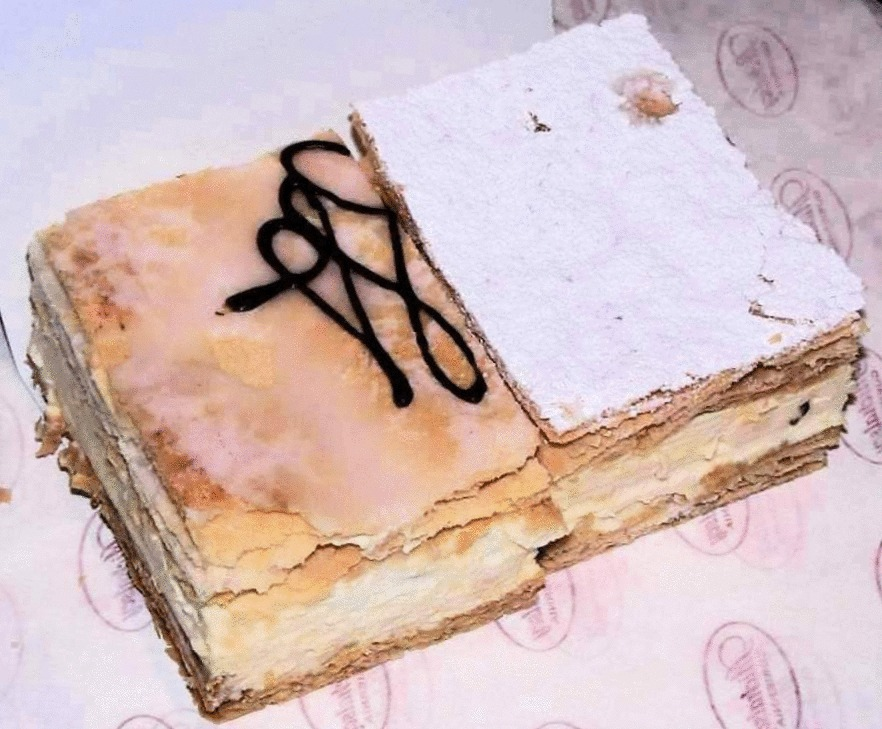
Napoleonki (kremówki).
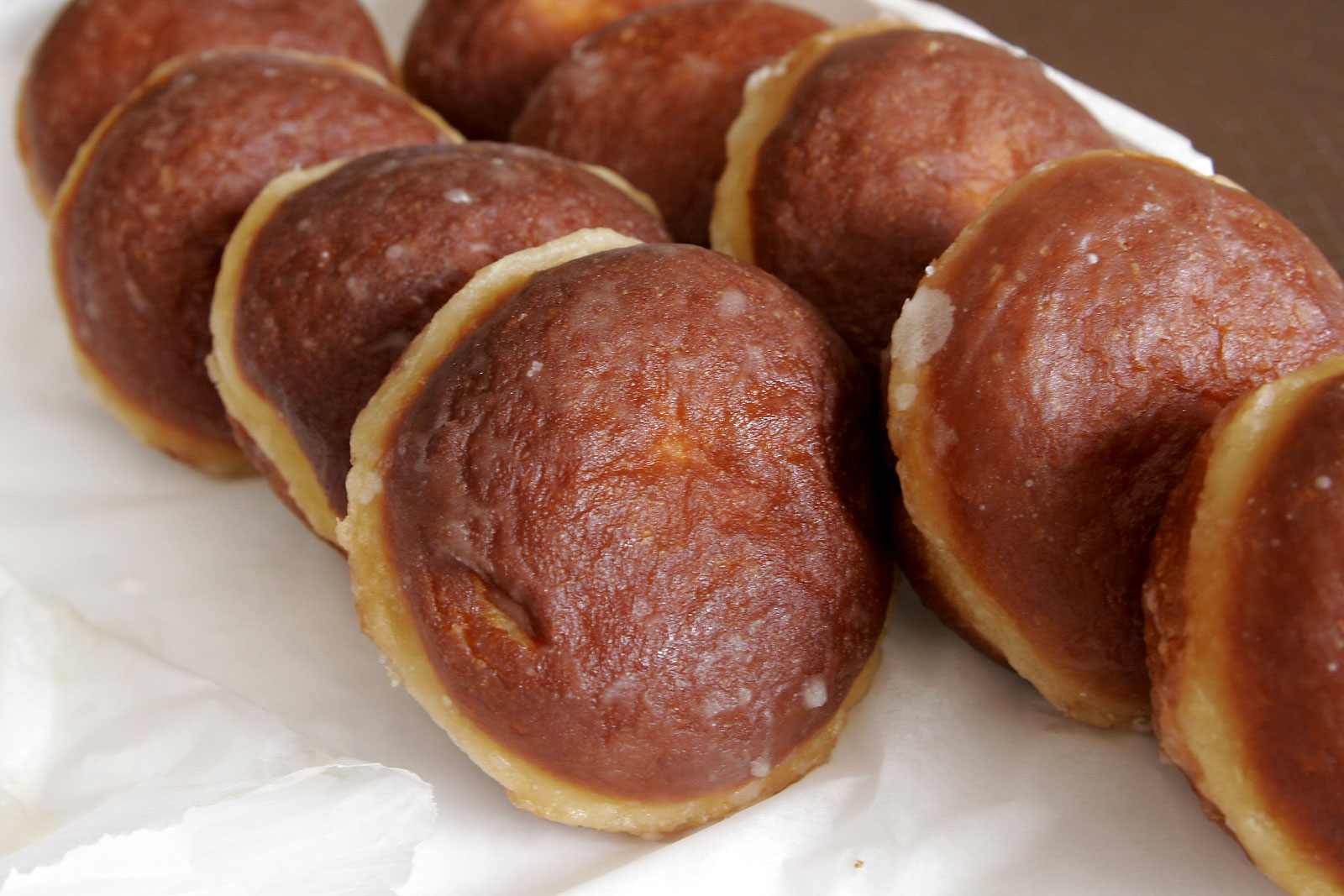
Pączki.
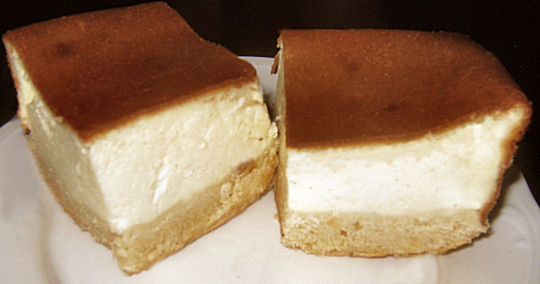
Sernik.
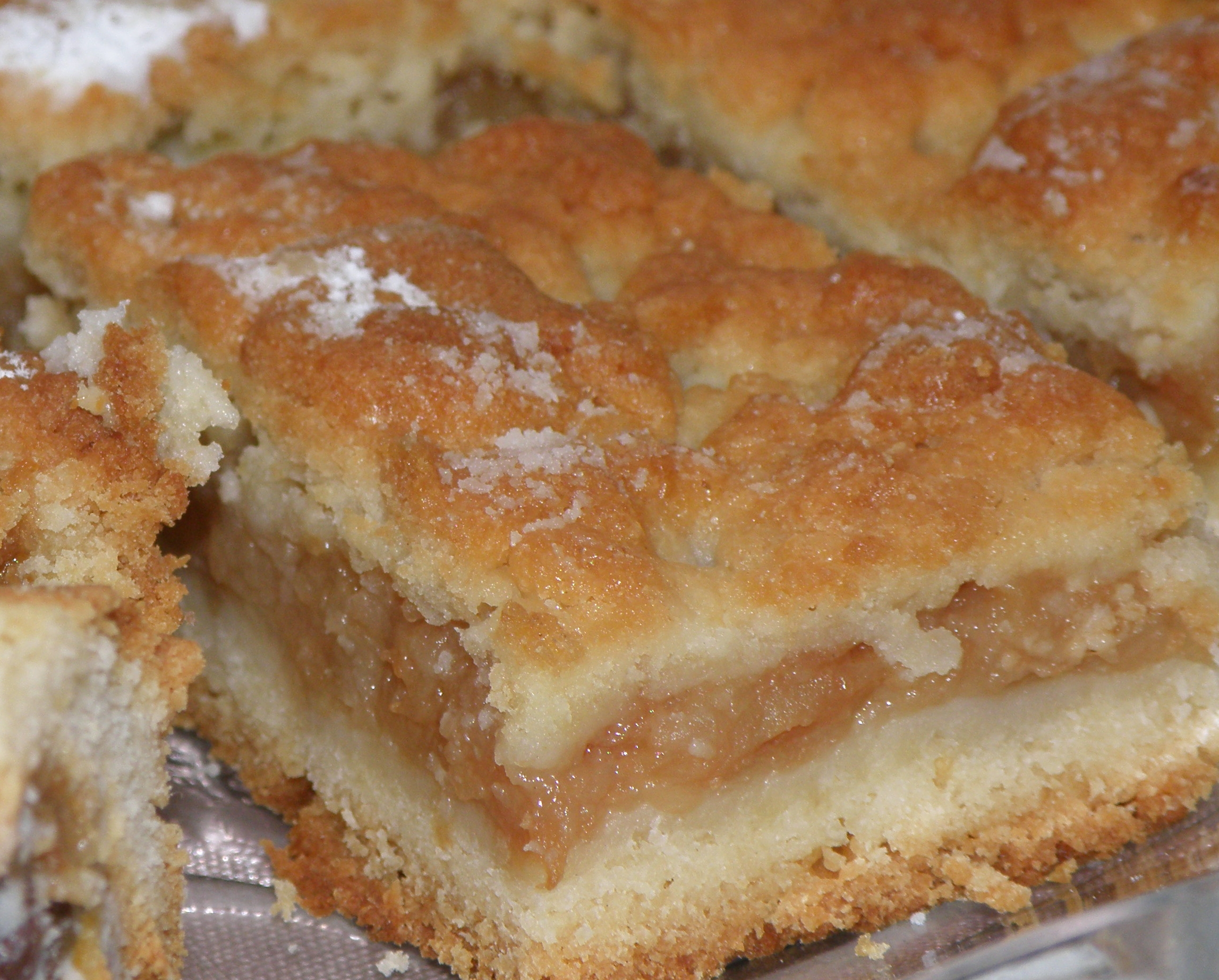
Szarlotka (jabłecznik).

## Réveillon de Noël
Comme dans la plupart des pays de l'est de l'Europe, les traditions de Noël continuent, après leur mise en sommeil sous le régime soviétique. La fin de l'Avent, période maigre, prend fin avec le réveillon de Noël.
Traditionnellement,,, les familles qui le peuvent présentent les « douze plats », et le pain azyme Opłatek.
La carpe de Noël est achetée vivante, acclimatée quelques jours en baquet ou baignoire, tuée de nuit (pour pouvoir affirmer aux enfants qu'on l'a relâchée en eau libre), préparée de façons diverses. Parfois, on conserve sous enveloppe des écailles, autant que de membres de la famille élargie, comme rite propitiatoire.